# FK Velbazhd Kiustendil
El FK Velbazhd Kiustendil (en búlgar ФК Велбъжд) és un club de futbol búlgar de la ciutat de Kiustendil.

## Història
El club va néixer l'any 1919. Durant el transcurs dels anys ha rebut les denominacions següents:
- 1919 Velbazhd Kiustendil
- 1920 Sport Club Motsion Kiustendil
- 1928 Sport Club Borislav Kiustendil
- 1940 Pautalia Kiustendil
- 1945 Cherveno Zname Kiustendil
- 1956 Levski Kiustendil (fusionat amb Spartak Kiustendil)
- ???? Osogovec Kiustendil
- 1970 Velbazhd Kiustendil (fusionat amb Minyor Kiustendil)
- 1996 Levski Kiustendil
- 1996 Velbazhd Kiustendil
- 2001 s'integra al FK Lokomotiv 1936 Plovdiv[3]
- 2002 refundació amb el nom FK Velbazhd 1919 Kiustendil en fusionar-se amb FK Stafanel Dupnicz
- 2012 FK Velbazhd Kiustendil (fusionat amb FK Buzludzha Kiustendil)